# (22030) 1999 XU127
(22030) 1999 XU127 est un astéroïde de la ceinture principale d'astéroïdes découvert en 1999.

## Description
(22030) 1999 XU127 a été découvert le 7 décembre 1999 à l'observatoire de Črni Vrh, situé dans l'ouest de la Slovénie, par l'Observatoire de Črni Vrh.

### Caractéristiques orbitales
L'orbite de cet astéroïde est caractérisée par un demi-grand axe de 2,43 UA, un périhélie de 2,19 UA, une excentricité de 0,010 et une inclinaison de 5,46° par rapport à l'écliptique. Du fait de ces caractéristiques, à savoir un demi-grand axe compris entre 2 et 3,2 UA et un périhélie supérieur à 1,666 UA, il est classé, selon la JPL Small-Body Database, comme objet de la ceinture principale d'astéroïdes.

### Caractéristiques physiques
(22030) 1999 XU127 a une magnitude absolue (H) de 14,2 et un albédo estimé à 0,117.